# 床

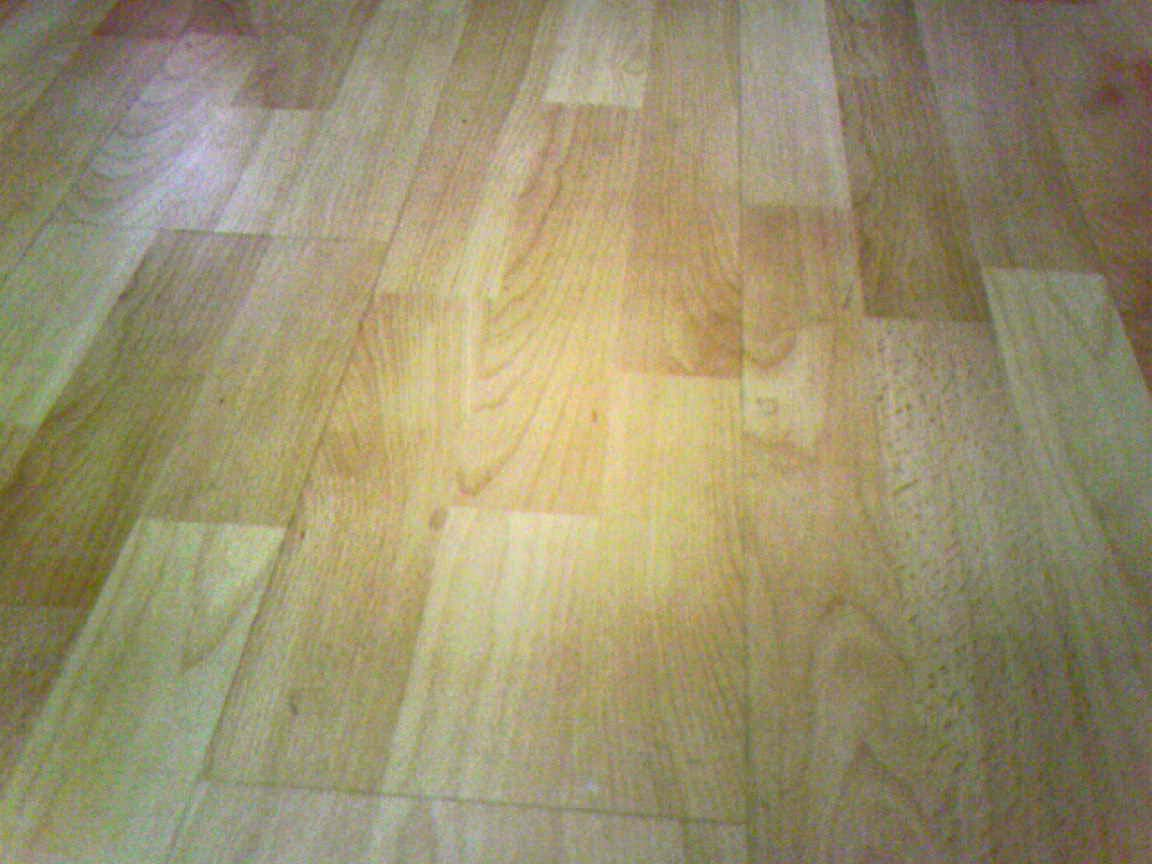
板敷きの床

床（ゆか）とは、建物の内部空間の各階下面に位置する水平で平らな板状の構造物。上面に位置する天井とは対になり柱や壁で結ばれる。
具体的には床面仕上及び床組から構成され、後者は一階床組や二階床組など各階の床組のほか、土間コンクリート打などの部分に分けられる。

## 床構造

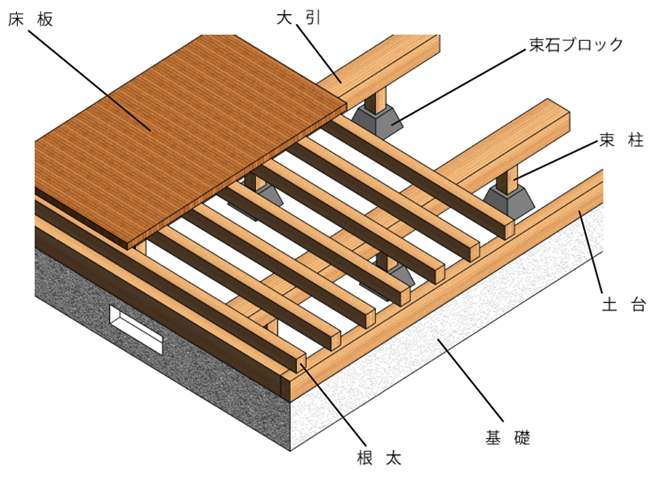
在来工法の床構造

木造住宅では一般的に根太張り工法が用いられる。具体的な床構造は2×4工法、在来工法など工法により異なる。床材の張り方には直張工法のほか、仕上げ材がよくなじむように仕上材に用いる材料と同様の物を下地材に張る捨張工法もある。なお、床の不具合に床鳴りがあるが、床材接合部がきしむと実鳴り（さねなり）、床材や下地材が変形すると踏んだときに根太鳴りを起こす。
一方、鉄骨造や鉄筋コンクリート造の建物などでは床下地がコンクリートでありフローリング直貼り工法などが用いられる。

### 2×4工法
2×4工法では床構造も枠組みを基本とし、その支持部分は側根太と端根太で囲んだ枠の内部に床根太と呼ばれる材を交互に張り巡らせている。床根太は幅広の材を立たせて組まれるため、地面から床の高さは在来工法に比べ高くなる。

### 在来工法
在来工法では基礎の内側に等間隔に束石を置き、その上に床束（束柱）を立て、これを支持部分として横架材である大引（おおびき）を渡し、さらにその上に大引と直角になるように根太（ねだ）が並べられる。この上に床下地（荒床）を張り、さらに床が張られている。大引と根太の交差箇所に方杖（ほうづえ）という補強部材が斜めに渡されることもある。また、柱のある角部分には火打ち土台と呼ばれる部材が取り付けられる。
基本的には大引は105mm角材を用いて間隔を910mm、根太は45mm角材を用いて間隔を303mmとするが、建物の構成により部材や間隔の長さは変化する。
床下地には合板やスギ板があるが、畳敷きの部屋などではスギ板になっていることが多い。

## 床面仕上
床面仕上材料にはフローリングや畳などがある。なお、風呂場やトイレなどの床にはタイルが多用される。
- 畳
- タイル (陶器・磁器・タイルカーペット・ゴム)
- フローリング（木材）
- ビニル床シートなどシート類
- 石材

## 機能付加

### 収納
床収納
一般的には新築の建物で根太が露出している状態で取り付けることが一般的である。ただし、既存の床を開口して取り付ける場合もある。
フリーアクセスフロア（OAフロア）
配線・配管のスペースを設けた二重の床。支持脚の上に取り外し可能のパネル式の床を設置する。主にオフィスなどに用いられる。

### 暖房
暖房床
電気または温水による床暖房を組み込んだ床。住宅などに用いられる。

## 床面積
居住空間の広さを示す指標として床面積がある。